# Billboard Music Award for Top Selling Song
Der Billboard Music Award for Top Selling Song wurde erstmals bei den Billboard Music Awards 2016 vergeben. Als erster Song wurde Hello von Adele ausgezeichnet. Bisher gewann kein Künstler den Award mehrfach. Die Nominierungen werden von Cardi B angeführt, die dreimal nominiert war. Es folgen The Chainsmokers, Drake, Halsey, Imagine Dragons, Megan Thee Stallion, Charlie Puth und The Weeknd mit je zwei Nominierungen.

## Sieger und Nominierungen
| Jahr | Gewinner                                                        | Nominierte | Ref.  |
| ---- | --------------------------------------------------------------- | --- | ----- |
| 2016 | Hello – Adele                                                   | - Cheerleader – Omi - Fight Song – Rachel Platten - The Hills – The Weeknd - See You Again – Wiz Khalifa feat. Charlie Puth                                                     | [ 1 ] |
| 2017 | Can't Stop the Feeling! – Justin Timberlake                     | - Closer – The Chainsmokers featuring Halsey - Don't Let Me Down – The Chainsmokers featuring Daya - Heathens – Twenty One Pilots - One Dance – Drake featuring WizKid and Kyla | [ 2 ] |
| 2018 | Despacito – Luis Fonsi and Daddy Yankee featuring Justin Bieber | - Body Like a Back Road – Sam Hunt - Believer – Imagine Dragons - Thunder – Imagine Dragons - Perfect – Ed Sheeran                                                              |       |
| 2019 | Girls Like You – Maroon 5 feat. Cardi B                         | - I Like It – Cardi B, Bad Bunny & J Balvin - In My Feelings – Drake - Without Me – Halsey - Shallow – Lady Gaga & Bradley Cooper                                               |       |
| 2020 | Old Town Road – Lil Nas X feat. Billy Ray Cyrus                 | - Someone You Loved – Lewis Capaldi - Bad Guy – Billie Eilish - Truth Hurts – Lizzo - God’s Country – Blake Shelton                                                             |       |
| 2021 | Dynamite – BTS                                                  | - I Hope – Gabby Barrett feat. Charlie Puth - WAP – Cardi B feat. Megan Thee Stallion - Savage – Megan Thee Stallion - Blinding Lights – The Weeknd                             | [ 3 ] |
| 2022 | Butter – BTS                                                    | - Permission to Danve – BTS - Fancy Like – Walker Hayes - Levitating – Dua Lipa - Bad Habits – Ed Sheeran                                                                       | [ 4 ] |

## Mehrfach-Nominierungen
3 Nominierungen
- Cardi B

2 Nominierungen
- The Chainsmokers
- Drake
- Halsey
- Imagine Dragons
- Megan Thee Stallion
- Charlie Puth
- The Weeknd